# 易思安
易思安，美國國際政治學者，2049計畫研究所高級研究主任，著有《中共攻台大解密》等書。

## 經歷

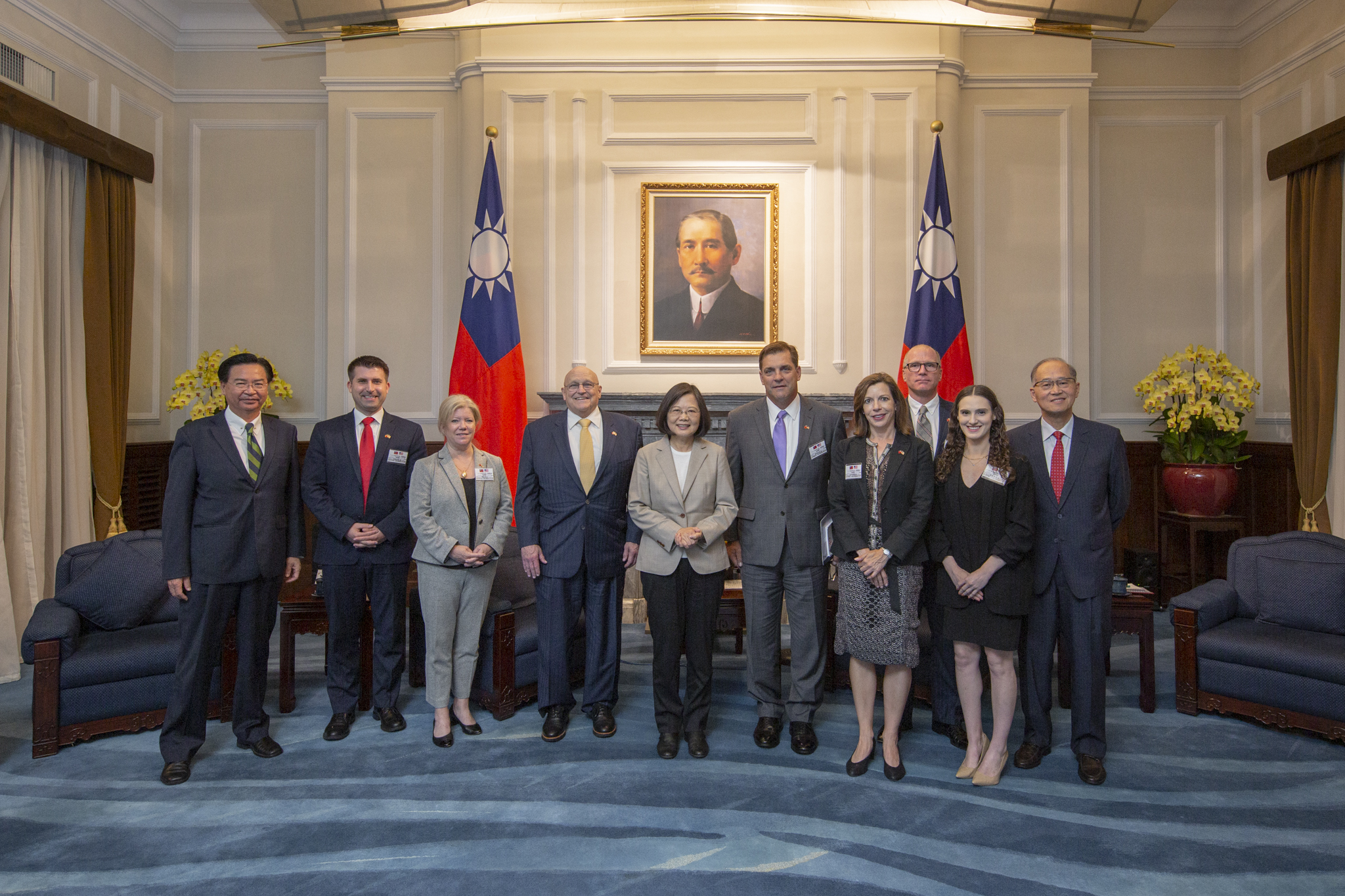
易思安（左二）隨2049計畫研究所學者專家團訪問台灣台北市，2019年6月12日攝於中華民國總統府

易思安畢業自伊利諾大學厄巴納-香檳分校，擁有該校國際研究學士學位，後赴台灣就讀國立政治大學並取得該校中國大陸研究英語學程碩士學位，以《中國太空軍事化：動機及對美中關係影響》（China's Militarization of Space: Motivations and Implications for U.S-Chinese Relations）為學位論文研究題目，亦曾於國立台灣師範大學及上海復旦大學修習華語，獲得進階華語檢定證明。
易思安共於台海兩岸居住5年，旅台期間替海島科技公司（Island Technologies Inc.）和亞太和平研究基金會擔任譯者，並偕同美國國防新聞週刊亞洲局長共同進行研究。曾於美國海軍戰爭學院及日本防衛大學校任教授課。返美後，至維吉尼亞州亞歷山卓的海軍分析中心擔任中國分析師，2013年夏於日本東京的日本國際問題研究所擔任訪問學者。加入2049計劃研究所後，從事美、中、日、台等方的國防及安全議題研究工作。

## 腳注
1. 1 2 3 4   (PDF). United States-China Economic and Security Review Commission.   [2023-01-02]. （原始内容 (PDF)存档于2023-01-02）.
2. 1 2 3  . 政大機構典藏. 2007  [2017-11-21]. （原始内容存档于2017-11-21）.